# SES-16/GovSat-1
SES-16/GovSat-1 — геостационарный спутник связи, принадлежащий компании LuxGovSat, совместному предприятию между правительством Люксембурга и спутниковым оператором SES. Спутник будет использовать защищённые военные частоты для предоставления телекоммуникационных услуг для военных и гражданских правительственных организаций.
Построен на базе космической платформы GEOStar-3 компанией Orbital ATK, контракт был подписан в феврале 2015 года. Стартовая масса спутника составляет 4230 кг. Аппарат будет использовать гибридную двигательную установку. Апогейный двигатель BT-4 компании IHI на двухкомпонентном химическом топливе используется для достижения точки стояния на геостационарной орбите, гидразиновые маневровые двигатели применяются для контроля положения спутника во время работы основного двигателя. Четыре ксеноновых электрических двигателя XR-5 будут использоваться для удержания орбитальной позиции. Ожидаемый срок службы спутника — не менее 16 лет.
На спутник установлены транспондеры X-диапазона и военного Ka-диапазона, в эквиваленте 68 транспондеров стандартной ёмкости 36 МГц.
Спутник будет располагаться на орбитальной позиции 21,5° западной долготы и обеспечит покрытие Европы, Среднего Востока, Африки, а также Атлантического и Индийского океанов.
25 февраля 2015 года было объявлено, что запуск спутника будет выполнен ракетой-носителем Falcon 9 компании SpaceX. Для запуска будет повторно использована первая ступень B1032, вернувшаяся на площадку Посадочной зоны 1 в мае 2017 года, после запуска разведывательного спутника NROL-76.
Запуск спутника выполнен 31 января 2018 года в 21:25 UTC, со стартового комплекса SLC-40 на мысе Канаверал. Спутник отделился от второй ступени через 32 минуты после старта ракеты-носителя. Вторично была использована ранее запускавшая спутник NROL-76 первая ступень, у которой не были демонтированы посадочные опоры и решётчатые рули. В район падения были направлены спасательные суда «Go Quest» и «Go Searcher». Первоначально спасение ступени не планировалось. Полёт предусматривал испытание более сильной реверсивной тяги с использованием трёх двигателей для торможения при приземлении. Это могло бы повредить посадочную платформу, поэтому испытание проводилось при посадке на воду. Осуществив необходимые манёвры торможения, ступень приводнилась в Атлантическом океане.

## Фотогалерея

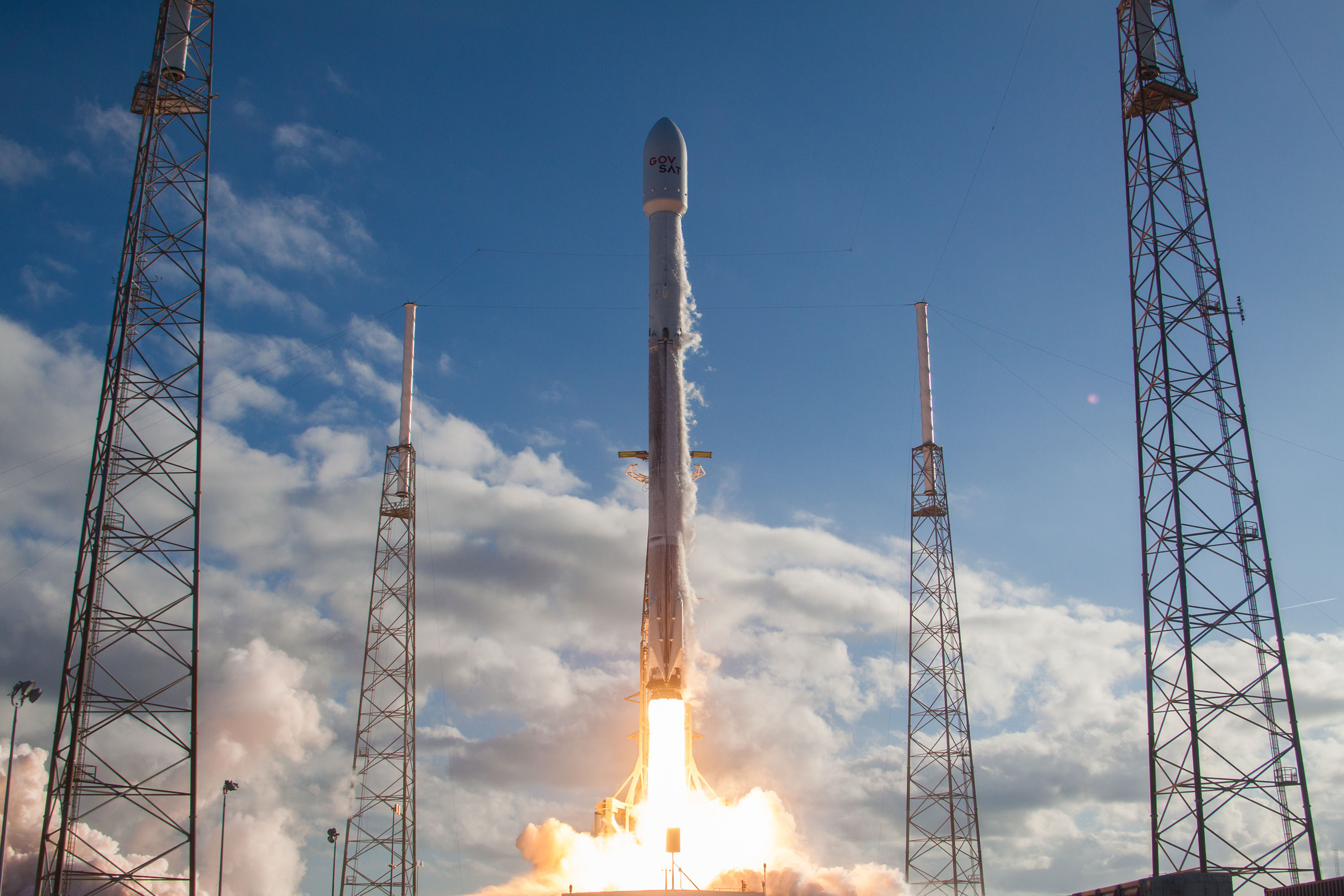
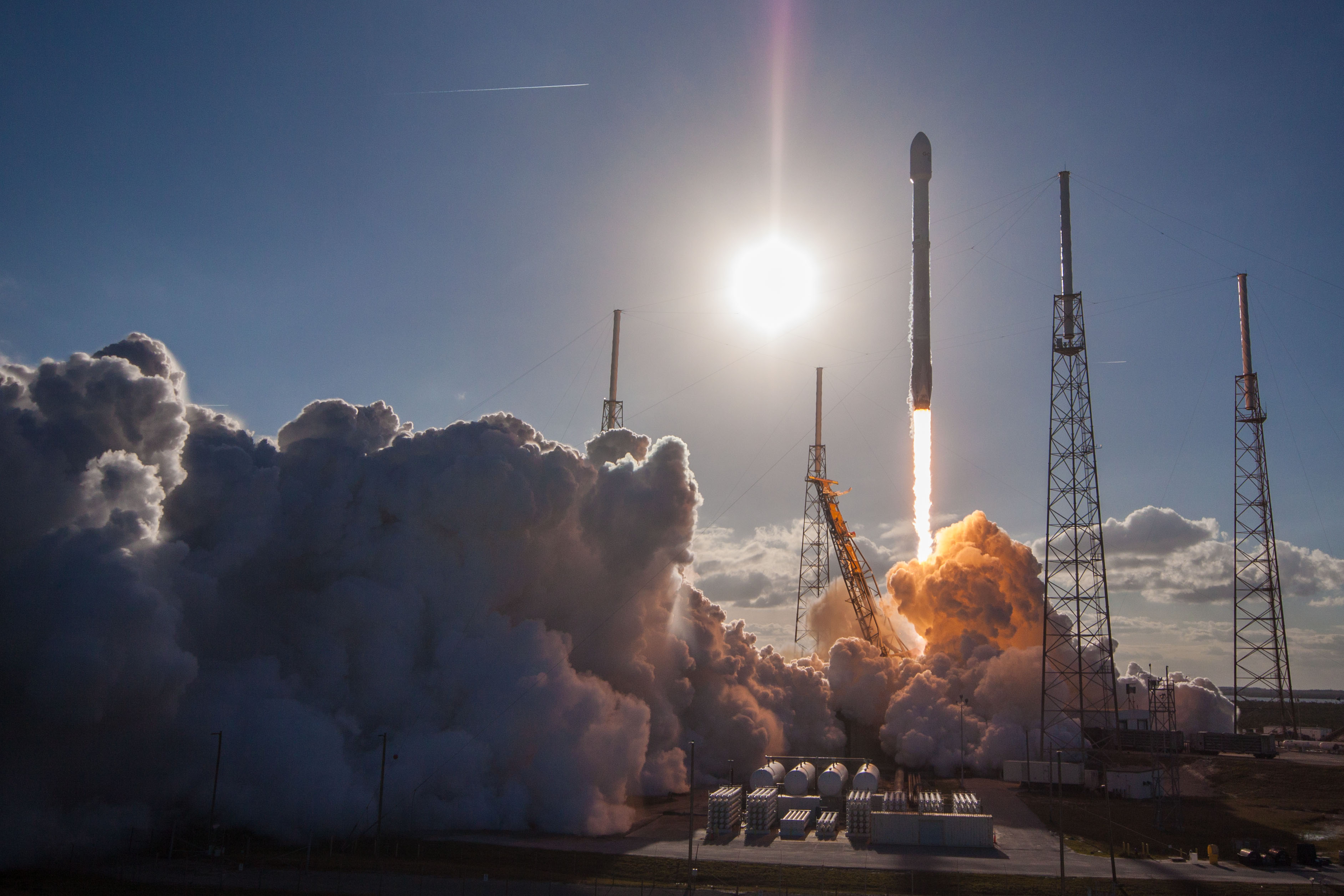
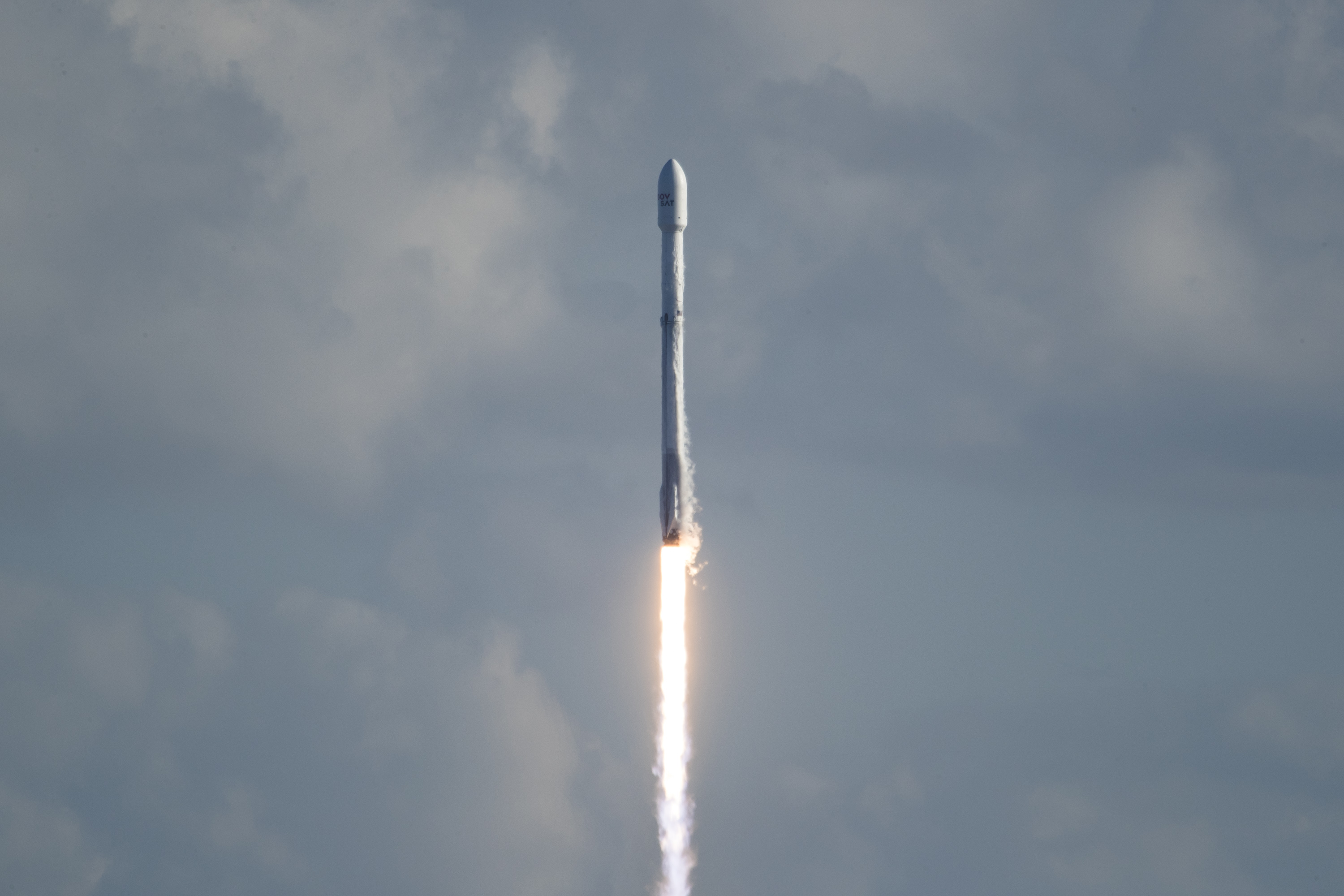